# Boston Public
Boston Public is een Amerikaanse dramaserie van FOX. Hiervan werden oorspronkelijk van oktober 2000 tot en met mei 2004 vier seizoenen uitgezonden, samen goed voor 81 afleveringen (de laatste twee werden in 2005 uitgezonden, na het eerdere stopzetten van de serie). Boston Public won negen televisieprijzen, waaronder een Emmy Award.
De serie is vernoemd naar het echte schooldistrict waarbinnen ze zich in afspeelt.

## Uitgangspunt
De serie is gesitueerd rond Winslow High School, een fictieve school in Boston. Schoolhoofd Steven Harper staat aan het hoofd van een team leraren en leraressen die te kampen krijgen met leerlingen met allerlei soorten problemen op school en thuis. Ondertussen zijn de onderlinge verhoudingen geregeld aan verandering onderhevig en worden de nodige vetes uitgevochten, waarbij met name Scott Guber (Anthony Heald) en Harvey Lipschultz (Fyvush Finkel) herhaaldelijk in opspraak komen. Verschillende leden van de onderwijsstaf hebben daarbij een behoorlijk eigen aanpak, wat niet door iedere collega in dezelfde mate wordt gewaardeerd.

## Rolverdeling
- Chi McBride als Steven Harper - genomineerd voor een Golden Satellite Award
- Anthony Heald als Scott Guber - tweemaal genomineerd voor een Golden Satellite Award
- Loretta Devine als Marla Hendricks - tweemaal genomineerd voor een Golden Satellite Award
- Sharon Leal als Marilyn Sudor
- Jeri Ryan als Ronnie Cooke (2001-2004)
- Michael Rapaport als Danny Hanson (2001-2004)
- Natalia Baron als Carmen Torres (2003-2004)
- Fyvush Finkel als Harvey Lipschultz
- Jessalyn Gilsig als Lauren Davis (2000-2002)
- Nicky Katt als Harry Senate (2000-2002) - genomineerd voor een Golden Satellite Award
- Rashida Jones als Louisa Fenn (2000-2002)
- Thomas McCarthy als Kevin Riley (2000-2001)
- Joey Slotnick als Milton Buttle (2000-2001)
- Bianca Kajlich als Lisa Grier (2000-2001)
- Sarah Thompson als Dana Poole (2000-2002)
- Kathy Baker als Meredith Peters (2001-2002) - genomineerd voor een Emmy Award
- China Shavers als Brooke Harper (2001-2003) (als China Jesusita Shavers)
- Jon Abrahams als Zack Fisher (2002-2003)
- Joseph McIntyre als Colin Flynn (2002-2003) (als Joey McIntyre)
- Michelle Monaghan als Kimberly Woods (2002-2003)
- Cara DeLizia als Marcy Kendall (2002-2003)

## Trivia
- Fyvush Finkel en Kathy Baker speelden eerder samen in Picket Fences.
- Acteur Chi McBride verschijnt ook eenmaal als Steven Harper in de televisieserie The Practice, in de aflevering The Day After (2001) uit het vijfde seizoen. Tevens duikt hij eenmaal op als Harper in een aflevering uit het eerste seizoen van Boston Legal, genaamd Let Sales Ring (2005).